# منتخب بليز تحت 17 سنة لكرة القدم
منتخب بليز تحت 17 سنة لكرة القدم هو ممثل بليز الرسمي في المنافسات الدولية في كرة القدم تحت 17 سنة .